# Club Deportivo Juvenia
El Club Deportivo Juvenia es un club de fútbol de España, del pueblo de Pozo Estrecho, del municipio de Cartagena, en la Región de Murcia. Fue fundado en 1931 y milita en la Primera Autonómica de la Región de Murcia.

## Historia
La historia del club se remonta a 1931, cuando fue fundado el Club Deportivo Juvenia. En 2002 el club cambió su nombre en categoría senior al de Club Deportivo Pozo Estrecho. La temporada 2007-2008 consiguió ascender por primera vez a Tercera División. No consiguió mantenerse, perdiendo la categoría en la última jornada.
Tras unos años difíciles en los que el Club Deportivo Pozo Estrecho llegó a desaparecer. Apareció el C.D. Juvenia, el cual, empezó su andadura en Segunda Autonómica en la temporada 2012-2013 , temporada en donde en su primera campaña lograría el ascenso a Primera Autonómica. En Primera Autonómica, en su primera campaña, la 2013-2014 el equipo quedó en 8.ª posición.
En la temporada 2014-2015, el equipo quedaría 5.º clasificado disputando los playoffs de ascenso. Lograría el Ascenso a Preferente esa misma temporada. En su primera andadura en Preferente el equipo perdería la categoría.
En la temporada 2016-2017, tras perder la categoría de preferente, el equipo realizaría una maravillosa campaña en Primera Autonómica, en donde se proclamó campeón demostrando una superioridad aplastante ante sus rivales.

## Uniforme
- Uniforme titular: Camiseta azul, pantalón azul y medias azules.
- Uniforme visitante: Camiseta roja, pantalón rojo y medias rojas.

## Datos del club
- Temporadas en Primera División: 0.
- Temporadas en Segunda División: 0.
- Temporadas en Segunda División B: 0.
- Temporadas en Tercera División: 1.